# Zamia amblyphyllidia

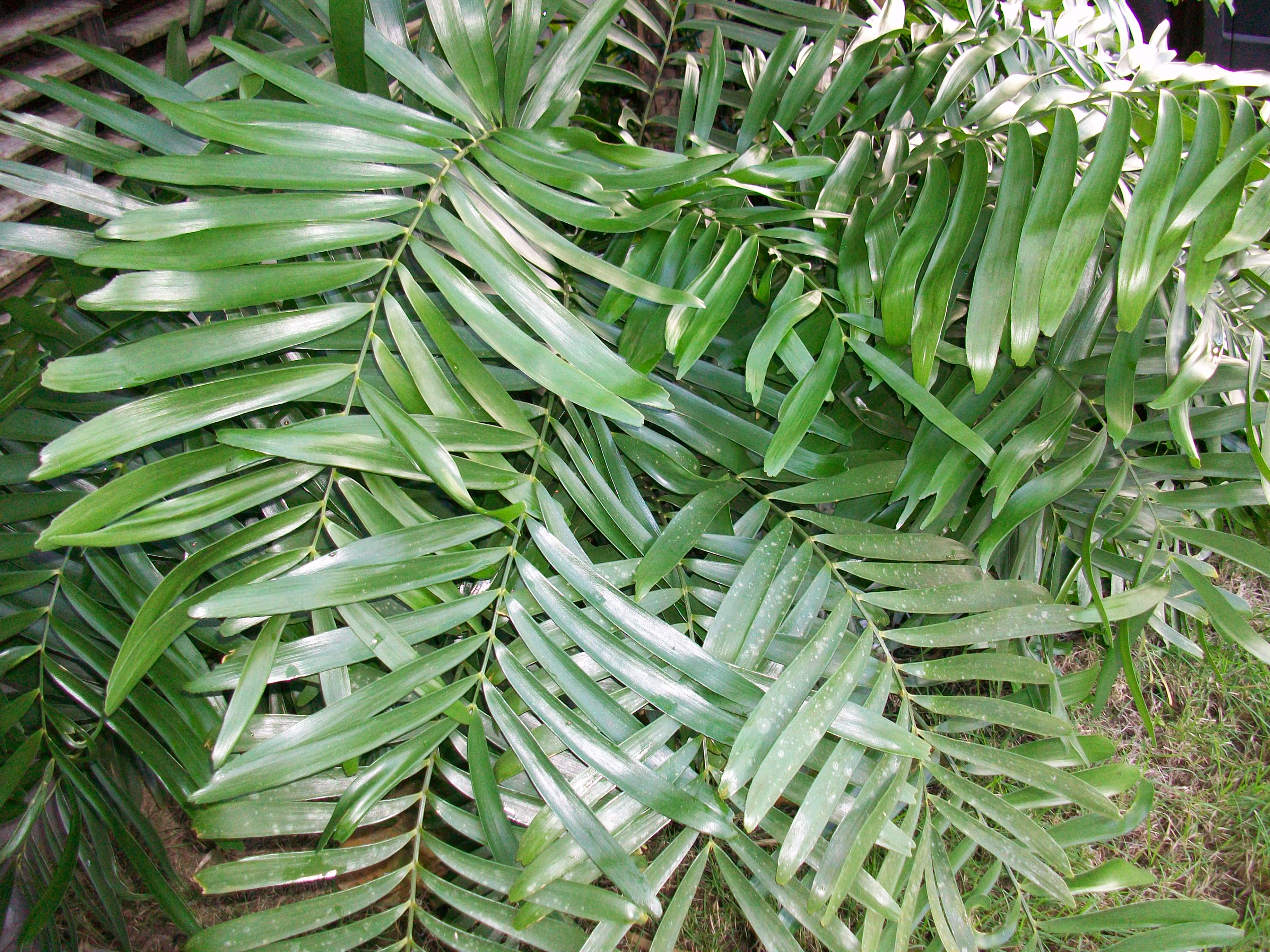

Zamia amblyphyllidia, recientemente reclasificada como Zamia erosa, y conocida en Puerto Rico como marunguey, es una planta cuyo tronco puede tener un diámetro de 4 a 10 cm y las hojas pueden llegar a medir hasta 1,5 m de largo. Pertenece a la familia de las zamiaceae, sus hojas son perennes y se la encuentra en las Antillas Mayores. Es una planta amenazada por la pérdida de su hábitat.